# Vlora Çitaku
Vlora Çitaku (10 de octubre de 1980) es una política y diplomática kosovar que actualmente sirve como Embajadora de la República de Kosovo en EE. UU. Anteriormente sirvió como Cónsul General de Kosovo en Nueva York.
Antes de unirse la diplomacia de Kosovo, Vlora sirvió como Ministra para la integración europea de la República de Kosovo. Fue notable al destacarse como una de las ministras más exitosos entre 2011 a 2014 del gobierno de Kosovo. Renunció a su banca MP en la Asamblea de Kosovo para tomar la posición gubernamental, y ganando como una de los tres candidatos más votados.

## Carrera
Vlora era sólo una adolescente cuando debutó intérprete y una cronista para importante noticioso occidental a inicios de la guerra de Kosovo. Más tarde deviene refugiada durante la guerra de Kosovo y se implicó con la política desde 1999. Inicialmente portavoz para el KLA y unió el PDK después de la formación del partido en la posguerra de Kosovo. Fue una Parlamentaria en dos mandatos. Declara que ha vencido los estereotipos en política de que solo los hombres adultos pueden ejercerla.
Fue la ministra suplente de Asuntos Exteriores entre el 18 de octubre de 2010 y 22 de febrero de 2011.

## Vida personal
Çitaku fue una refugiada durante la Guerra de Kosovo y se implicó con la política desde entonces.